# Agylla prasena
Agylla prasena là một loài bướm đêm thuộc phân họ Arctiinae, họ Erebidae.